# Manica andrannae
Manica andrannae (лат.) — ископаемый вид муравьёв рода Manica из подсемейства Myrmicinae (Formicidae). Европа, эоценовый янтарь (33,9—37,8 млн лет назад): Россия (балтийский янтарь). Длина тела около 6 мм. Нижнечелюстные щупики 6-члениковые, нижнегубные состоят из 4 сегментов. Первая находка этого рода в ископаемом состоянии, имеющая плезиоморфное состояние некоторых признаков (проподеум со слабовыпуклой спинкой и короткими тупыми бугорками, а также более угловатым узелком петиоля), которые сближают Manica с сестринским родом Myrmica. Морфологически наиболее близок к виду Manica yessensis (Япония). Видовое название M. andrannae дано в честь Андраника Манукяна и Анны Смирновой (Калининградский музей янтаря).